# ژست شانگهای
ژست شانگهای (انگلیسی: The Shanghai Gesture) فیلمی در ژانر درام به کارگردانی جوزف فون اشترنبرگ است که در سال ۱۹۴۱ منتشر شد.
در سال ۲۰۱۵ بی‌بی‌سی طی نظرسنجی از ۶۲ منتقد فیلم، فهرستی از صد فیلم برتر سینمای آمریکا را تدوین و منتشر کرد که این فیلم در رده ۷۲ قرار داشت.

## بازیگران
- جین تیرنی
- والتر هیوستون
- ویکتور ماتیور
- اونا مانسون
- آلبرت باسرمن
- ماریا اوسپنسکایا
- مایک مازورکی
- مارسل دالیو
- ژان دو بریاک
- فیلیس بروکس
- میمی آگولیا
- گریس همپتون